# 佩德伦戈
佩德伦戈（義大利語：Pedrengo），是意大利贝加莫省的一个市镇。总面积3.55平方公里，人口5622人，人口密度1583.7人/平方公里（2009年）。国家统计（ISTAT）代码为016160。